# منطق مغناطیسی

## توضیحات
منطق مغناطیسی به منطقی دیجیتال اطلاق می شود که با خواص غیرخطی هسته‌های فریت سیم‌پیچ دار ساخته می‌شوند. منطق مغناطیسی، صفر و یک را با مغناطیسی کردن هسته ها درجهت ساعت‌گرد یا پادساعتگرد نمایش می‌دهد. نمونه‌ای از منطق مغناطیسی حافظه هسته‌ای است؛ همینطور  دروازه‌های منطقی AND، OR، NOT و شیفت ساعت‌دار را می‌توان با پیچش‌های مناسب و استفاده از دیودها ساخت. یک کامپیوتر کامل به نام  ALWAC 800 که با استفاده از منطق مغناطیسی ساخته شده بود، از نظر تجاری موفق ظاهر نشد/عمل نکرد/نبود(؟)ولی کامپیوتر  Elliott 803 که ترکیبی از هسته‌های مغناطیسی (برای عملکرد منطقی) و ترانزیستاتور های ژرمانیومی (به عنوان تقویت کننده‌های پالس) برای CPU استفاده می‌کرد(از نظر تجاری) به موفقیت رسید. ویلیام اف استیگال از شرکت  Sperry-Rand روشی برای تقویت  قابلیت اطمینان کامپیوتر ها توسعه داد و در درخواست ثبت اختراع خود در سال ۱۹۵۴ گفت:
در شرایطی مانند اینجا که قابلیت اطمینان از عملکرد، یک فاکتور  از درجه اهمیت بسیار بالا است، لامپ های خلا، هر چند که در حال حاضر برای اکثر استفاده های الکترونیکی قابل قبول باشند، با نیازهای دقتی  روبرو هستند که از نظر مرتبه بزرگی کاملاً متفاوت است/هستند. به عنوان مثال دو دستگاه با قابلیت اطمینان ۹۹.۵٪ در نظر بگیرید که در دستگاهی به صورت ترکیبی استفاده می‌شوند، این دستگاه دارای ضریب قابلیت اطمینان/دقت  ۰.۹۹۵ × ۰.۹۹۵ = ۹۹٪ خواهد بود. اگر ده دستگاه از این نوع ترکیب شوند، این ضریب به ۹۵.۱٪ کاهش می‌یابد. در صورتی که ۵۰۰ واحد با هم ترکیب شوند ضریب دقت در دستگاه به ۸.۱٪ کاهش می‌یابد و  برای هزار واحد این عدد به ۰.۰۶۷٪ می‌رسد. می‌توانیم نتیجه بگیریم که حتی با وجود این که درصد قابلیت اطمینان (ضریب دقت) در عملکرد هر لامپ خلا بالای ۹۹.۹۵٪ باشد در صورتیکه هزار واحد ترکیب شوند (در کامپیوتر های بزرگ) نیاز است که قابلیت اطمینان هر واحد  بسیار بزرگ باشد تا (که ترکیب شوند و) دستگاهی بدون خطا تولید کنند. البته در عمل، دستیابی کامل به چنین ایده‌آلی ممکن نیست و تنها می‌توان به آن نزدیک شد.  تقویت‌کننده‌های مغناطیسی از نوعی که اینجا توضیح داده شده‌اند، الزامات لازم برای قابلیت اطمینان عملکرد در ترکیبات مورد بحث را برآورده می‌کنند.
منطق مغناطیسی توانست به سرعت سوئیچینگ حدود 1MHz برسد اما توسط الکترونیک مبتنی بر نیمه‌رساناها که سرعت سوئیچینگ بسیار بیشتری داشت، کنار زده شد. نیمه‌رساناها در حالت جامد با افزایش چگالی خود طبق قانون مور توانستند همزمان با توسعه فناوری IC کارآمدتر شوند.
یکی از مزایای منطق مغناطیسی این است که ناپایدار نیست و می‌توان آن را خاموش کرد بدون اینکه حالت خود را از دست بدهد.